# Adi Vidmajer
Adi Vidmajer, slovenski veteran vojne za Slovenijo, planinec, * 7. januar 1942, † 12. marec 2021
Je nekdanji podpredsednik Planinske zveze Slovenije (PZS), častni predsednik PD Prebolda in častni občan Občine Prebold, dobitnik Bloudkove nagrade za leto 2008, za življenjsko delo in izjemen prispevek k razvoju slovenskega športa, še posebej atletike in planinstva. Nekdanji komandant 81. območja TO Žalec je bil tudi svetovni prvak v metu kladiva med veterani. 

## Odlikovanja in nagrade
Leta 2000 je prejel častni znak svobode Republike Slovenije z naslednjo utemeljitvijo: »za požrtvovalno in vztrajno delo v planinski organizaciji«.